# Clambus bulla
Clambus bulla is een keversoort uit de familie oprolkogeltjes (Clambidae). De wetenschappelijke naam van de soort werd in 1974 gepubliceerd door Sebastian Endrödy-Younga.